# Poindimié
Poindimié (in canaco: Pojndeeme) è un comune della Nuova Caledonia nella Provincia del Nord.
La popolazione è in maggioranza kanak ed è una roccaforte indipendentista.